# Museen der Stadt Bamberg
Die Museen der Stadt Bamberg sind die unter städtischer Trägerschaft stehenden Museen in Bamberg.

## Museen

### Historisches Museum
In den Räumlichkeiten der Alten Hofhaltung untergebracht, präsentiert das Historische Museum seine Sammlung in verschiedenen Dauer- und Sonderausstellungen. Die Sammlung umfasst kunst- und kulturhistorisch bedeutsame Objekte von der vorgeschichtlichen Zeit bis ins 21. Jahrhundert.

### Sammlung Ludwig
Das Alte Brückenrathaus beherbergt mit der Sammlung Ludwig eine der bedeutendsten privaten Porzellan- und Fayencesammlungen Europas. Das Sammlerehepaar Peter und Irene Ludwig hat Kostbarkeiten aus den verschiedensten Fayence- und Porzellanmanufakturen zusammengetragen und der Stadt Bamberg als Dauerleihgabe übergeben.

### Villa Dessauer
Die 1884 erbaute Villa Dessauer des jüdischen Hopfenhändlers Carl Dessauer dient seit 1987 als Stadtgalerie, in der internationale und lokale Künstler in den Wechselausstellungen ihre Werke präsentieren.